# Dimitri Payet
Dimitri Payet (Saint-Pierre, 29 marzo 1987) è un calciatore francese, centrocampista attualmente svincolato . Con la nazionale francese è stato vicecampione d'Europa nel 2016.

## Caratteristiche tecniche
Giocatore veloce, tecnicamente molto dotato e abile nel dribbling, è in grado di calciare ottimamente con entrambi i piedi. È di natura un trequartista, ma può giocare anche da ala. Durante la sua carriera si è dimostrato un abile assist-man e un ottimo tiratore di calci piazzati.

## Carriera

### Club

#### Gli inizi
Nato sull'isola di Riunione, dipartimento francese nell'Oceano Indiano, Dimitri inizia a giocare a 9 anni con due club dell'isola. A 12 anni si trasferisce nel settore giovanile del Le Havre, società con un'ottima tradizione nella formazione di giovani calciatori. All'inizio della stagione 2006-2007 firma il suo primo contratto da professionista con il Nantes e gioca stabilmente con la prima squadra mettendo a segno 4 reti in 31 presenze. Il Nantes retrocede in Ligue 2.

#### Saint-Étienne
Payet rimane nella massima serie passando al Saint-Étienne per 4 milioni di euro. Squadra in cui milita per ben quattro stagioni. L'ultima delle quali gioca un ottimo campionato collezionando 13 gol e 7 assist.

#### Lilla
Passa al Lilla per 9 milioni di euro. Nella sua prima stagione, divide il posto in squadra con altri giocatori di talento, tra cui i noti Hazard, Obraniak e Joe Cole e gioca un buon campionato dove realizza 6 gol e 6 assist. L'annata successiva, grazie alla partenza dei tre, è quella del definitivo exploit: diventa titolare inamovibile negli schemi di Rudi Garcia, realizzando 12 gol coronati da ben 12 assist che gli valgono il titolo di miglior assist-man del campionato (al pari con Valbuena).

#### Olympique Marsiglia
Nell'estate 2013 l'Olympique Marsiglia comunica di aver ingaggiato il giocatore dal Lilla per una cifra intorno ai 10 milioni di euro. La sua prima annata a causa della presenza di Valbuena nel ruolo di trequartista, viene impiegato spesso da esterno e gioca una stagione fatta di alti e bassi.
L'anno dopo arriva Marcelo Bielsa, Payet diventa indispensabile nel 3-3-3-1 del Loco e disputa un grande campionato, vincendo la classifica assist-man (per la seconda volta) con ben 16 assist, coronati da 7 gol.
Al termine di questa stagione, Payet realizza 125 passaggi chiave: negli ultimi 5 anni in Europa nessuno ha mai fatto meglio di lui.

#### West Ham

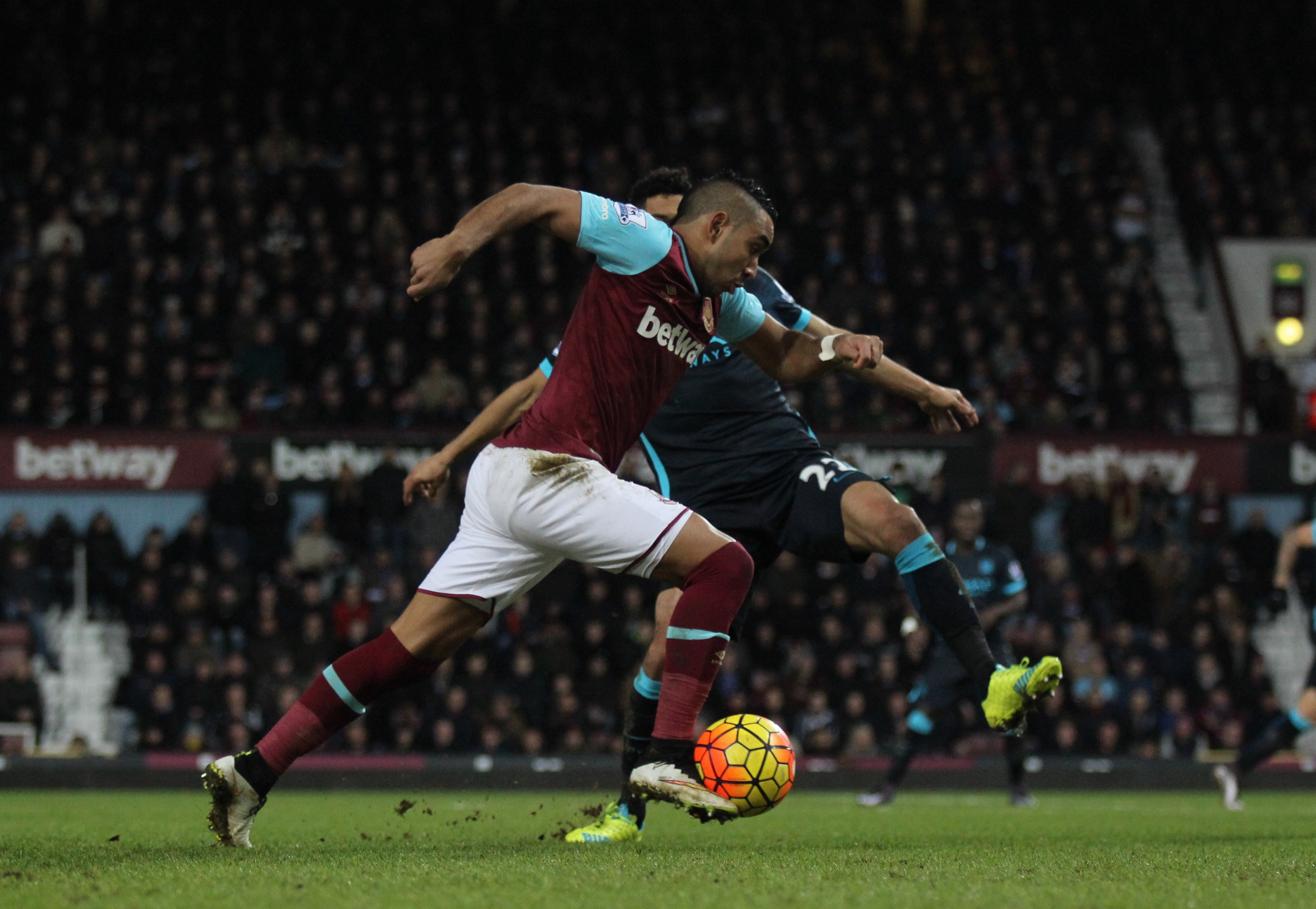
Payet in azione con la maglia del West Ham nel 2016.

Il 26 giugno 2015 viene acquistato per 11 milioni di sterline (circa 15 milioni di euro) dal West Ham, con cui firma un contratto di cinque anni. Esordisce in campionato il 9 agosto 2015, nella vittoria degli Hammers all'Emirates contro l'Arsenal per 0-2, mettendo a segno l'assist per il gol di Kouyate. Nelle successive 11 partite di campionato disputate con la sua nuova squadra colleziona 6 gol e altri 2 assist, diventando subito il beniamino dei tifosi. L'8 novembre 2015, si procura un infortunio che lo tiene lontano dai campi di calcio per 3 mesi.
Ritorna in campo il 2 gennaio 2016, durante la partita West Ham-Liverpool, entrando al posto di Valencia al minuto 64. Dieci giorni dopo il suo rientro, nella partita tra Bournemouth e West Ham terminata 1-3, torna al gol con una punizione sotto l'incrocio dei pali, e mette a segno l'assist per Valencia per la rete del vantaggio.

#### Ritorno all'Olympique Marsiglia
Il 29 gennaio 2017 torna all'Olympique Marsiglia per 30 milioni di euro, firmando un contratto di quattro anni e mezzo. Sceglie la maglia numero 11. Esordisce il 3 febbraio in Ligue 1 in occasione della trasferta contro il Metz, partita persa per 1-0.

#### Vasco Da Gama
Il 16 agosto 2023 viene acquistato dal Vasco da Gama. Il 3 settembre seguente ha fatto il suo debutto nella gara pareggiata 1-1 sul campo del Bahia.
Dopo 75 presenze e 7 reti complessive, il 9 giugno 2025, il club ha annunciato la risoluzione del contratto di comune accordo.

### Nazionale

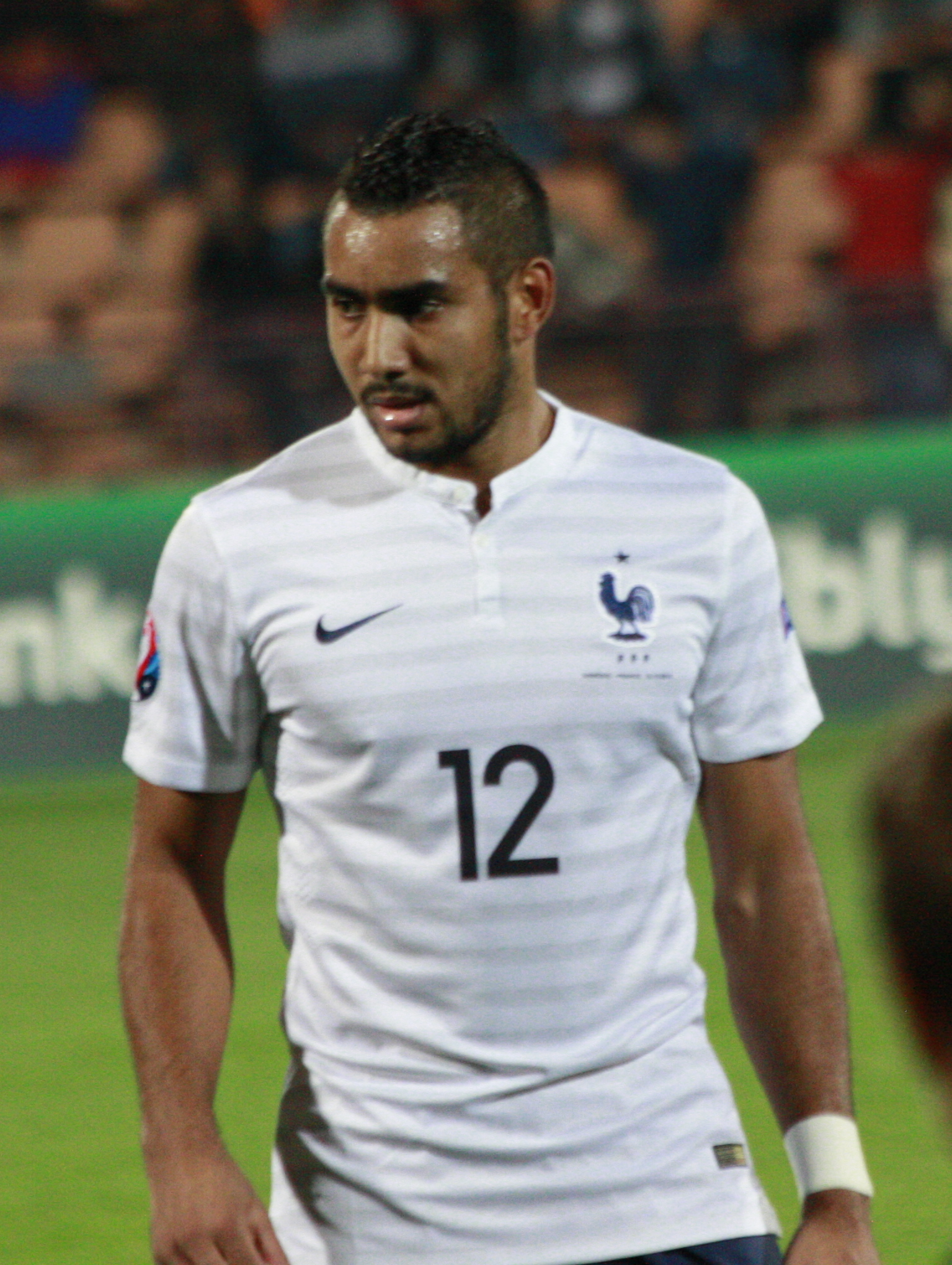
Payet con la maglia della Francia nel 2014.

Debutta ufficialmente con la maglia della nazionale francese il 9 ottobre 2010 in un'amichevole contro la Romania. Il 7 giugno 2015 segna il suo primo goal in nazionale nell'amichevole giocata a Saint-Denis contro il Belgio, partita persa dai bleus 4-3.
Convocato per gli Europei 2016 in Francia, nella partita di debutto nella competizione, contro la Romania, serve l'assist per la rete di Olivier Giroud e segna all'89º il gol decisivo per la vittoria della sua nazionale per 2-1. Nella partita seguente, giocata contro l'Albania, si ripete al 96º minuto, fissando il risultato sul 2-0 per i transalpini. Nel quarto di finale vinto contro l'Islanda, Payet realizza la rete del 3-0, diventando uno dei giocatori simbolo della manifestazione.
In finale, nonostante il brutto fallo che costringe Cristiano Ronaldo ad uscire dal campo per infortunio, la sua Francia perderà 1-0 nei tempi supplementari col Portogallo.
È stato inserito tra i preconvocati per il Mondiale 2018 in Russia ma a causa di un infortunio patito durante la finale di Europa League viene sostituito da Fekir.

## Statistiche

### Presenze e reti nei club
Statistiche aggiornate all'11 giugno 2025.
| Stagione                   | Squadra                    | Campionato                 | Campionato | Campionato | Coppe nazionali | Coppe nazionali | Coppe nazionali | Coppe continentali | Coppe continentali | Coppe continentali | Altre coppe | Altre coppe | Altre coppe | Totale | Totale |
| Stagione                   | Squadra                    | Comp                       | Pres       | Reti       | Comp            | Pres            | Reti            | Comp               | Pres               | Reti               | Comp        | Pres        | Reti        | Pres   | Reti   |
| -------------------------- | -------------------------- | -------------------------- | ---------- | ---------- | --------------- | --------------- | --------------- | ------------------ | ------------------ | ------------------ | ----------- | ----------- | ----------- | ------ | ------ |
| 2004-2005                  | Excelsior                  | D1                         | 22         | 12         | -               | -               | -               | -                  | -                  | -                  | -           | -           | -           | 22     | 12     |
| 2005-2006                  | Nantes B                   | CFA                        | 22         | 6          |                 | -               | -               | -                  | -                  | -                  | -           | -           | -           | 22     | 6      |
| 2005-2006                  | Nantes                     | L1                         | 3          | 1          | CF+CdL          | 1+0             | 0               | -                  | -                  | -                  | -           | -           | -           | 4      | 1      |
| 2006-2007                  | Nantes                     | L1                         | 30         | 4          | CF+CdL          | 4+1             | 0               | -                  | -                  | -                  | -           | -           | -           | 35     | 4      |
| Totale Nantes              | Totale Nantes              | Totale Nantes              | 33         | 5          |                 | 6               | 0               |                    | -                  | -                  |             | -           | -           | 39     | 5      |
| 2007-2008                  | Saint-Étienne              | L1                         | 31         | 0          | CF+CdL          | 0+0             | 0               | -                  | -                  | -                  | -           | -           | -           | 31     | 0      |
| 2008-2009                  | Saint-Étienne              | L1                         | 30         | 4          | CF+CdL          | 1+1             | 0               | CU                 | 10                 | 3                  | -           | -           | -           | 42     | 7      |
| 2009-2010                  | Saint-Étienne              | L1                         | 35         | 2          | CF+CdL          | 4+2             | 3+0             | -                  | -                  | -                  | -           | -           | -           | 41     | 5      |
| 2010-2011                  | Saint-Étienne              | L1                         | 33         | 13         | CF+CdL          | 1+0             | 0               | -                  | -                  | -                  | -           | -           | -           | 34     | 13     |
| Totale Saint-Étienne       | Totale Saint-Étienne       | Totale Saint-Étienne       | 129        | 19         |                 | 9               | 3               |                    | 10                 | 3                  |             | -           | -           | 148    | 25     |
| 2010-2011                  | Saint-Etienne B            | CFA                        | 1          | 1          | -               | -               | -               | -                  | -                  | -                  | -           | -           | -           | 1      | 1      |
| 2011-2012                  | Lilla                      | L1                         | 33         | 6          | CF+CdL          | 3+2             | 0               | UCL                | 4                  | 0                  | SF          | 1           | 0           | 43     | 6      |
| 2012-2013                  | Lilla                      | L1                         | 38         | 12         | CF+CdL          | 3+3             | 1+0             | UCL                | 8                  | 0                  | -           | -           | -           | 52     | 13     |
| Totale Lilla               | Totale Lilla               | Totale Lilla               | 71         | 18         |                 | 11              | 1               |                    | 12                 | 0                  |             | 1           | 0           | 95     | 19     |
| 2013-2014                  | Olympique Marsiglia        | L1                         | 36         | 8          | CF+CdL          | 2+2             | 0               | UCL                | 5                  | 0                  | -           | -           | -           | 45     | 8      |
| 2014-2015                  | Olympique Marsiglia        | L1                         | 36         | 7          | CF+CdL          | 1+1             | 0               | -                  | -                  | -                  | -           | -           | -           | 38     | 7      |
| 2015-2016                  | West Ham Utd               | PL                         | 30         | 9          | FACup+CdL       | 6+1             | 3+0             | UEL                | 1                  | 0                  | -           | -           | -           | 38     | 12     |
| 2016-gen. 2017             | West Ham Utd               | PL                         | 18         | 2          | FACup+CdL       | 1+3             | 0+1             | -                  | -                  | -                  | -           | -           | -           | 22     | 3      |
| Totale West Ham Utd        | Totale West Ham Utd        | Totale West Ham Utd        | 48         | 11         |                 | 11              | 4               |                    | 1                  | 0                  |             | -           | -           | 60     | 15     |
| gen.-giu. 2017             | Olympique Marsiglia        | L1                         | 15         | 4          | CF+CdL          | 2+0             | 1+0             | -                  | -                  | -                  | -           | -           | -           | 17     | 5      |
| 2017-2018                  | Olympique Marsiglia        | L1                         | 31         | 6          | CF+CdL          | 2+0             | 1+0             | UEL                | 14                 | 3                  | -           | -           | -           | 47     | 10     |
| 2018-2019                  | Olympique Marsiglia        | L1                         | 31         | 4          | CF+CdL          | 1+1             | 0               | UEL                | 5                  | 2                  | -           | -           | -           | 38     | 6      |
| 2019-2020                  | Olympique Marsiglia        | L1                         | 22         | 9          | CF+CdL          | 4+1             | 3+0             | -                  | -                  | -                  | -           | -           | -           | 27     | 12     |
| 2020-2021                  | Olympique Marsiglia        | L1                         | 33         | 7          | CF              | 1               | 0               | UCL                | 6                  | 2                  | SF          | 1           | 1           | 41     | 10     |
| 2021-2022                  | Olympique Marsiglia        | L1                         | 31         | 12         | CF              | 4               | 0               | UEL+UECL           | 4+7                | 1+3                | -           | -           | -           | 46     | 16     |
| 2022-2023                  | Olympique Marsiglia        | L1                         | 24         | 4          | CF              | 1               | 0               | UCL                | 2                  | 0                  | -           | -           | -           | 27     | 4      |
| Totale Olympique Marsiglia | Totale Olympique Marsiglia | Totale Olympique Marsiglia | 259        | 61         |                 | 23              | 5               |                    | 43                 | 11                 |             | 1           | 1           | 326    | 78     |
| lug.-dic. 2023             | Vasco da Gama              | AR/J+A                     | 0+17       | 0+2        | CB              | 0               | 0               | -                  | -                  | -                  | -           | -           | -           | 17     | 2      |
| 2024                       | Vasco da Gama              | AR/J+A                     | 10+23      | 2+3        | CB              | 8               | 0               | -                  | -                  | -                  | -           | -           | -           | 41     | 5      |
| gen.-giu. 2025             | Vasco da Gama              | AR/J+A                     | 10+4       | 0          | CB              | 2               | 0               | CS                 | 1                  | 0                  | -           | -           | -           | 17     | 0      |
| Totale Vasco da Gama       | Totale Vasco da Gama       | Totale Vasco da Gama       | 20+44      | 2+5        |                 | 10              | 0               |                    | 1                  | 0                  |             | -           | -           | 75     | 7      |
| Totale carriera            | Totale carriera            | Totale carriera            | 649        | 140        |                 | 70              | 13              |                    | 67                 | 14                 |             | 2           | 1           | 788    | 168    |

### Cronologia presenze e reti in nazionale
| Cronologia completa delle presenze e delle reti in nazionale ― Francia | Cronologia completa delle presenze e delle reti in nazionale ― Francia | Cronologia completa delle presenze e delle reti in nazionale ― Francia | Cronologia completa delle presenze e delle reti in nazionale ― Francia | Cronologia completa delle presenze e delle reti in nazionale ― Francia | Cronologia completa delle presenze e delle reti in nazionale ― Francia | Cronologia completa delle presenze e delle reti in nazionale ― Francia | Cronologia completa delle presenze e delle reti in nazionale ― Francia |
| Data                                                                   | Città                                                                  | In casa                                                                | Risultato                                                              | Ospiti                                                                 | Competizione                                                           | Reti                                                                   | Note                                                                   |
| ---------------------------------------------------------------------- | ---------------------------------------------------------------------- | ---------------------------------------------------------------------- | ---------------------------------------------------------------------- | ---------------------------------------------------------------------- | ---------------------------------------------------------------------- | ---------------------------------------------------------------------- | ---------------------------------------------------------------------- |
| 9-10-2010                                                              | Saint-Denis                                                            | Francia                                                                | 2 – 0                                                                  | Romania                                                                | Qual. Euro 2012                                                        | -                                                                      | 87’                                                                    |
| 12-10-2010                                                             | Longeville-lès-Metz                                                    | Francia                                                                | 2 – 0                                                                  | Lussemburgo                                                            | Qual. Euro 2012                                                        | -                                                                      | 63’                                                                    |
| 17-11-2010                                                             | Londra                                                                 | Inghilterra                                                            | 1 – 2                                                                  | Francia                                                                | Amichevole                                                             | -                                                                      | 77’                                                                    |
| 5-6-2013                                                               | Montevideo                                                             | Uruguay                                                                | 1 – 0                                                                  | Francia                                                                | Amichevole                                                             | -                                                                      |                                                                        |
| 9-6-2013                                                               | Porto Alegre                                                           | Brasile                                                                | 3 – 0                                                                  | Francia                                                                | Amichevole                                                             | -                                                                      |                                                                        |
| 14-8-2013                                                              | Bruxelles                                                              | Belgio                                                                 | 0 – 0                                                                  | Francia                                                                | Amichevole                                                             | -                                                                      | 63’                                                                    |
| 10-9-2013                                                              | Homel'                                                                 | Bielorussia                                                            | 2 – 4                                                                  | Francia                                                                | Qual. Mondiali 2014                                                    | -                                                                      | 61’                                                                    |
| 11-10-2014                                                             | Saint-Denis                                                            | Francia                                                                | 2 – 1                                                                  | Portogallo                                                             | Amichevole                                                             | -                                                                      | 58’                                                                    |
| 14-10-2014                                                             | Erevan                                                                 | Armenia                                                                | 0 – 3                                                                  | Francia                                                                | Amichevole                                                             | -                                                                      | 60’                                                                    |
| 14-11-2014                                                             | Rennes                                                                 | Francia                                                                | 1 – 1                                                                  | Albania                                                                | Amichevole                                                             | -                                                                      | 85’                                                                    |
| 18-11-2014                                                             | Marsiglia                                                              | Francia                                                                | 1 – 0                                                                  | Svezia                                                                 | Amichevole                                                             | -                                                                      | 61’                                                                    |
| 26-3-2015                                                              | Saint-Denis                                                            | Francia                                                                | 1 – 3                                                                  | Brasile                                                                | Amichevole                                                             | -                                                                      | 82’                                                                    |
| 29-3-2015                                                              | Saint-Étienne                                                          | Francia                                                                | 2 – 0                                                                  | Danimarca                                                              | Amichevole                                                             | -                                                                      | 82’                                                                    |
| 7-6-2015                                                               | Saint-Denis                                                            | Francia                                                                | 3 – 4                                                                  | Belgio                                                                 | Amichevole                                                             | 1                                                                      | 46’                                                                    |
| 13-6-2015                                                              | Elbasan                                                                | Albania                                                                | 1 – 0                                                                  | Francia                                                                | Amichevole                                                             | -                                                                      | 46’                                                                    |
| 25-3-2016                                                              | Amsterdam                                                              | Paesi Bassi                                                            | 1 – 2                                                                  | Francia                                                                | Amichevole                                                             | -                                                                      |                                                                        |
| 29-3-2016                                                              | Saint-Denis                                                            | Francia                                                                | 4 – 2                                                                  | Russia                                                                 | Amichevole                                                             | 1                                                                      | 62’                                                                    |
| 30-5-2016                                                              | Nantes                                                                 | Francia                                                                | 3 – 2                                                                  | Camerun                                                                | Amichevole                                                             | 1                                                                      |                                                                        |
| 4-6-2016                                                               | Longeville-lès-Metz                                                    | Francia                                                                | 3 – 0                                                                  | Scozia                                                                 | Amichevole                                                             | -                                                                      | 46’                                                                    |
| 10-6-2016                                                              | Saint-Denis                                                            | Francia                                                                | 2 – 1                                                                  | Romania                                                                | Euro 2016 - 1º turno                                                   | 1                                                                      | 90’                                                                    |
| 15-6-2016                                                              | Marsiglia                                                              | Francia                                                                | 2 – 0                                                                  | Albania                                                                | Euro 2016 - 1º turno                                                   | 1                                                                      |                                                                        |
| 19-6-2016                                                              | Lilla                                                                  | Svizzera                                                               | 0 – 0                                                                  | Francia                                                                | Euro 2016 - 1º turno                                                   | -                                                                      | 63’                                                                    |
| 26-6-2016                                                              | Lione                                                                  | Francia                                                                | 2 – 1                                                                  | Irlanda                                                                | Euro 2016 - Ottavi di finale                                           | -                                                                      |                                                                        |
| 3-7-2016                                                               | Saint-Denis                                                            | Francia                                                                | 5 – 2                                                                  | Islanda                                                                | Euro 2016 - Quarti di finale                                           | 1                                                                      | 80’                                                                    |
| 7-7-2016                                                               | Marsiglia                                                              | Germania                                                               | 0 – 2                                                                  | Francia                                                                | Euro 2016 - Semifinale                                                 | -                                                                      | 71’                                                                    |
| 10-7-2016                                                              | Saint-Denis                                                            | Portogallo                                                             | 1 – 0                                                                  | Francia                                                                | Euro 2016 - Finale                                                     | -                                                                      | 58’                                                                    |
| 1-9-2016                                                               | Bari                                                                   | Italia                                                                 | 1 – 3                                                                  | Francia                                                                | Amichevole                                                             | -                                                                      | 46’                                                                    |
| 6-9-2016                                                               | Barysaŭ                                                                | Bielorussia                                                            | 0 – 0                                                                  | Francia                                                                | Qual. Mondiali 2018                                                    | -                                                                      | 57’                                                                    |
| 7-10-2016                                                              | Saint-Denis                                                            | Francia                                                                | 4 – 1                                                                  | Bulgaria                                                               | Qual. Mondiali 2018                                                    | 1                                                                      |                                                                        |
| 10-10-2016                                                             | Amsterdam                                                              | Paesi Bassi                                                            | 0 – 1                                                                  | Francia                                                                | Qual. Mondiali 2018                                                    | -                                                                      |                                                                        |
| 11-11-2016                                                             | Saint-Denis                                                            | Francia                                                                | 2 – 1                                                                  | Svezia                                                                 | Qual. Mondiali 2018                                                    | 1                                                                      |                                                                        |
| 15-11-2016                                                             | Lens                                                                   | Francia                                                                | 0 – 0                                                                  | Costa d'Avorio                                                         | Amichevole                                                             | -                                                                      |                                                                        |
| 25-3-2017                                                              | Lussemburgo                                                            | Lussemburgo                                                            | 1 – 3                                                                  | Francia                                                                | Qual. Mondiali 2018                                                    | -                                                                      | 78’                                                                    |
| 2-6-2017                                                               | Rennes                                                                 | Francia                                                                | 5 – 0                                                                  | Paraguay                                                               | Amichevole                                                             | -                                                                      | 46’                                                                    |
| 9-6-2017                                                               | Solna                                                                  | Svezia                                                                 | 2 – 1                                                                  | Francia                                                                | Qual. Mondiali 2018                                                    | -                                                                      | 76’                                                                    |
| 7-10-2017                                                              | Parigi                                                                 | Francia                                                                | 4 – 1                                                                  | Bulgaria                                                               | Qual. Mondiali 2018                                                    | -                                                                      | 76’                                                                    |
| 10-10-2017                                                             | Amsterdam                                                              | Paesi Bassi                                                            | 0 – 1                                                                  | Francia                                                                | Qual. Mondiali 2018                                                    | -                                                                      | 83’                                                                    |
| 11-10-2018                                                             | Guingamp                                                               | Francia                                                                | 2 – 2                                                                  | Islanda                                                                | Amichevole                                                             | -                                                                      | 67’                                                                    |
| Totale                                                                 |                                                                        | Presenze                                                               | 38                                                                     |                                                                        | Reti                                                                   | 8                                                                      |                                                                        |

## Palmarès

### Individuale
- Trophées UNFP du football: 3

Squadra ideale della Ligue 1: 2013, 2015, 2022
- Squadra dell'anno della PFA: 1

2016
- Europei Top 11: 1

Francia 2016
- Squadra della stagione della UEFA Europa League: 1

2017-2018
- Squadra della stagione della UEFA Europa Conference League: 1

2021-2022